# Ingenije
Ingenije (? – 260) je bio rimski uzurpator. Držao je vojno zapovjedništvo u Panoniji gdje se proglasio carem nakon smrti cara Valerijana. Nakon što su Valerijana zarobili Perzijanci, Ingenije se pobunio protiv njegova nasljednika, Galijena oko 260.
Galijen je brzo reagirao, te se sukobio s Ingenijem negdje kod današnjeg Osijeka. Ingenije je bio poražen, a i sam je poginuo u borbi. Nema novčića s njegovim imenom, što upućuje na činjenicu da je njegova buna bila kratkoga vjeka.